# Условие Слейтера
Условие Слейтера — это достаточное условие для строгой двойственности в задаче выпуклой оптимизации. Условие названо именем  Мортона Л. Слейтера. Неформально условие Слейтера утверждает, что допустимая область должна иметь внутреннюю точку (см. подробности ниже).
Условие Слейтера является примером условий регулярности. В частности, если условие Слейтера выполняется для прямой задачи, то разрыв двойственности равен 0 и, если значение двойственной задачи конечно, оно достигается.

## Формулировка
Рассмотрим задачу оптимизации
Минимизировать {\displaystyle f_{0}(x)}
При ограничениях
{\displaystyle f_{i}(x)\leqslant 0,i=1,\ldots ,m}
{\displaystyle Ax=b},
где {\displaystyle f_{0},\ldots ,f_{m}} являются выпуклыми функциями. Это экземпляр задачи выпуклого программирования.
Другими словами, условие Слейтера для выпуклого программирования утверждает, что сильная двойственность выполняется, если существует точка {\displaystyle x^{*}}, такая, что {\displaystyle x^{*}} лежит строго внутри области допустимых решений (то есть все ограничения выполняются, а нелинейные ограничения выполняются как строгие неравенства).
Математически условие Слейтера утверждает, что сильная двойственность выполняется, если существует точка {\displaystyle x^{*}\in \operatorname {relint} (D)} (где relint обозначает  относительную внутренность выпуклого множества
{\displaystyle D:=\cap _{i=0}^{m}\operatorname {dom} (f_{i})}), такая, что 
{\displaystyle f_{i}(x^{*})<0,i=1,\ldots ,m,} (выпуклые нелинейные ограничения)
{\displaystyle Ax^{*}=b.\,}.

## Обобщённые неравенства
Пусть дана задача
Минимизировать {\displaystyle f_{0}(x)}
При ограничениях
{\displaystyle f_{i}(x)\leqslant _{K_{i}}0,i=1,\ldots ,m}
{\displaystyle Ax=b},
где функция {\displaystyle f_{0}} выпукла, а {\displaystyle f_{i}} {\displaystyle K_{i}}-выпукла для любого {\displaystyle i}. Тогда условие Слейтера гласит, что в случае, когда существует {\displaystyle x^{*}\in \operatorname {relint} (D)}, такое, что
{\displaystyle f_{i}(x^{*})<_{K_{i}}0,i=1,\ldots ,m} и
{\displaystyle Ax^{*}=b}
то имеет место строгая двойственность.